# Atrichopogon formosae
Atrichopogon formosae är en tvåvingeart som först beskrevs av Jean-Jacques Kieffer 1912.  Atrichopogon formosae ingår i släktet Atrichopogon och familjen svidknott.
Artens utbredningsområde är Taiwan. Inga underarter finns listade i Catalogue of Life.